# A una terra che amo
A una terra che amo è il sedicesimo album di Amália Rodrigues, inciso nel 1973 in Italia.

## Storia
A una terra che amo è un album della cantante portoghese Amália Rodrigues dedicato all'Italia. Sono tutte canzoni appartenenti al folklore regionale italiano. Le canzoni sono quasi tutte di autori anonimi e di secoli lontani; qualcuna addirittura del secolo XV come il Canto delle lavandaie al Vomero (il Vomero è un antico quartiere di Napoli che sorge sull'omonima collina).

## Collaboratori
La registrazione è stata effettuata a Roma negli Studi della Ortophonic, tra le notti dell'1, 2 e 3 marzo del 1973. Al disco hanno collaborato i musicisti:
- Joel Pina, chitarra, viola;
- Fontes Rocha, chitarra portoghese;
- Carlos Conçalves, chitarra portoghese;
- Pedro Leal Da Silva, chitarra spagnola.

Inoltre:
- Pino Mastroianni, tecnico del suono e mixage;
- Giancarlo Jannucci, recordista.

Le foto della copertina, apribile, sono di Ennio Antonangeli per concessione del settimanale Ciao 2001.
Il coordinatore della EMI Artist è stato Bruno Ribaldi.

## Il disco
L'album comprende dieci canzoni tratte dal folklore regionale italiano.
- Amor dammi quel fazzolettino – Anonimo del XIX secolo
- Sora Menica – Anonimo romano del IX secolo
- Tarantella – Anonimo
- Canto delle lavandaie al Vomero – Anonimo napoletano del XV secolo
- Ciuri, ciuri – Anonimo (Raccolta Frontini dei secoli XVIII – IXX)
- La bella Gigogin – Paolo Giorza (1858)
- Sant'Antonie a lu deserte – Anonimo abruzzese
- Maremma – Anonimo toscano (primi decenni dell'Ottocento)
- Tiramole - Anonimo napoletano
- Vitti 'na crozza – Franco Li Causi (anni cinquanta)

EMI Columbia C064 – 40280, anno 1973, Roma